# Esgrima als Jocs Olímpics d'estiu de 1932
Als Jocs Olímpics d'Estiu de 1932 celebrats a la ciutat de Los Angeles (Estats Units) es disputaren set proves d'esgrima, sis d'elles en categoria masculina i una en categoria femenina.

## Resum de medalles

### Categoria masculina
| Prova                     | Or | Plata | Bronze |
| Floret individual detalls | Gustavo Marzi                                                                                                  | Joseph L. Levis                                                                                               | Giulio Gaudini |
| Floret per equips detalls | FrançaEdouard Gardere · René Bondoux · René Bougnol · René Lemoine · Philippe Cattiau · Jean Piot              | ItàliaGiulio Gaudini · Gustavo Marzi · Ugo Pignotti · Gioachino Guaragna · Rodolfo Terlizzi · Giorgio Pessina | Estats UnitsGeorge Calnan · Richard Steere · Joseph L. Levis · Dernell Every · Hugh Alessandroni · Frank Righeimer |
| Espasa individual detalls | Giancarlo Cornaggia                                                                                            | Georges Buchard                                                                                               | Carlo Agostoni |
| Espasa per equips detalls | FrançaFernand Jourdant · Bernard Schmetz · Georges Tainturier · Georges Buchard · Jean Piot · Philippe Cattiau | ItàliaSaverio Ragno · Giancarlo Cornaggia · Franco Riccardi · Carlo Agostoni · Renzo Minoli                   | Estats UnitsGeorge Calnan · Gustave Heiss · Frank Righeimer · Tracy Jaeckel · Curtis Shears · Miguel De Capriles   |
| Sabre individual detalls  | György Piller                                                                                                  | Giulio Gaudini                                                                                                | Endre Kabos |
| Sabre per equips detalls  | Hongria Endre Kabos · Attila Petschauer · Erno Nagy · Gyula Glykais · György Piller · Aladar Gerevich ·        | ItàliaGustavo Marzi · Giulio Gaudini · Renato Anselmi · Emilio Salafia · Arturo De Vecchi · Ugo Pignotti      | PolòniaTadeusz Friedrich · Marian Suski · Władysław Dobrowolski · Władysław Segda · Leszek Lubicz · Adam Papée     |

### Categoria femenina
| Prova                     | Or          | Plata         | Bronze     |
| Floret individual detalls | Ellen Preis | Judy Guinness | Erna Bogen |

## Medaller
| Posició | País         | Or | Argent | Bronze | Total |
| 1       | Itàlia       | 2  | 4      | 2      | 8     |
| 2       | França       | 2  | 1      | 0      | 3     |
| 3       | Hongria      | 2  | 0      | 2      | 4     |
| 4       | Àustria      | 1  | 0      | 0      | 1     |
| 5       | Estats Units | 0  | 1      | 2      | 3     |
| 6       | Regne Unit   | 0  | 1      | 0      | 1     |
| 7       | Polònia      | 0  | 0      | 1      | 1     |